# Abrus somalensis
Abrus somalensis, vrsta cvjetnice iz porodice mahunarki. Izvorno područje ove vrste je Somalija. To je grm i raste prvenstveno u pustinjskim ili suhim biomima grmlja.
Opisana je u Die Natürlichen Pflanzenfamilien 3(3): 355. 1894.